# Andrés Rentería
Andrés Jair Rentería Morelo (Medellín, 3 giugno 1993) è un calciatore colombiano, attaccante dell'Alianza.

## Carriera

### Club
Ha esordito in prima squadra con il Nacional Medellin nel 2012, giocando due partite nella massima serie colombiana; in seguito viene ceduto in prestito all'Alianza Petrolera, squadra di seconda serie, con cui segna 14 reti in 21 presenze conquistando anche una promozione in massima serie. Viene poi acquistato dai messicani del Santos Laguna, con cui nella sua prima stagione gioca una partita senza segnare in CONCACAF Champions League e 13 partite, con 2 gol segnati, nel campionato messicano. Rimane al Santos Laguna anche nelle due stagioni successive.

### Nazionale
Nel 2013 con la Nazionale Under-20 di calcio della Colombia partecipa al Torneo di Tolone, chiuso al secondo posto, nel quale disputa 4 partite segnando un gol. Viene convocato anche per il Mondiale Under-20 del giugno dello stesso anno, nel quale gioca da titolare nella prima partita della fase a gironi, pareggiata per 1-1 contro l'Australia. Gioca da titolare anche nella seconda partita del girone, vinta per 1-0 contro la Turchia; nella terza partita della fase a gironi segna il suo primo gol nel torneo.
In seguito nel 2015 esordisce anche con la Nazionale maggiore.
Nel 2016 viene convocato per i Giochi Olimpici di Rio de Janeiro, ma non può parteciparvi per infortunio e viene sostituito da Arley Rodríguez.

## Palmarès

### Club

#### Competizioni nazionali
- Campionato colombiano: 1

Atlético Nacional: 2017-I
- Copa Colombia: 1

Atlético Nacional: 2012
- Súper Liga: 1

Atlético Nacional: 2012
- Campionato messicano: 1

Santos Laguna: Clausura 2015
- Copa México: 2

Santos Laguna: Apertura 2014
Querétaro: 2016
- Campeón de Campeones: 1

Santos Laguna: 2015

#### Competizioni internazionali
- Recopa Sudamericana: 1

Atlético Nacional: 2017

### Nazionale
- Campionato sudamericano Under-20: 1

2013